# Colladonus davisi
Colladonus davisi är en insektsart som beskrevs av Nielson 1957. Colladonus davisi ingår i släktet Colladonus och familjen dvärgstritar. Inga underarter finns listade i Catalogue of Life.